# Khujner
Khujner är en ort i Indien.   Den ligger i distriktet Rājgarh och delstaten Madhya Pradesh, i den centrala delen av landet, 500 km söder om huvudstaden New Delhi. Khujner ligger 442 meter över havet och antalet invånare är 9 950.
Terrängen runt Khujner är platt, och sluttar österut. Runt Khujner är det ganska tätbefolkat, med 199 invånare per kvadratkilometer. Det finns inga andra samhällen i närheten. Trakten runt Khujner består till största delen av jordbruksmark.